# Empis kozlovi
Empis kozlovi är en tvåvingeart som beskrevs av Igor Shamshev 1998. Empis kozlovi ingår i släktet Empis och familjen dansflugor. Inga underarter finns listade i Catalogue of Life.